# Togaviridae
Togaviridae é uma das famílias de vírus RNA de cadeia simples positiva, envolvidos, esféricos ou ovais, icosaédricos, de 40 a 80nm em diâmetro e com cápside simétrica T4. Inclui os gêneros Alphavirus e Rubivirus. Alphavirus causam diversas patologias em humanos, outros mamíferos e também em aves, enquanto os Rubivirus infectam apenas humanos. Ambos entram por endocitose mediada por clatrina ao citoplasma onde se replicam e são sintetizados. 

## Patologias
Os alphavirus são transmitidos por mosquitos e causam encefalites equinas e febres com erupções cutâneas e artrites como chikungunya e febre de Mayaro.
Por outro lado os rubivirus, mais comuns no inverno, são transmitidos pela saliva no ar e causam rubéola pós-natal, também conhecida como rubella congênita.